# André Marie Constant Duméril

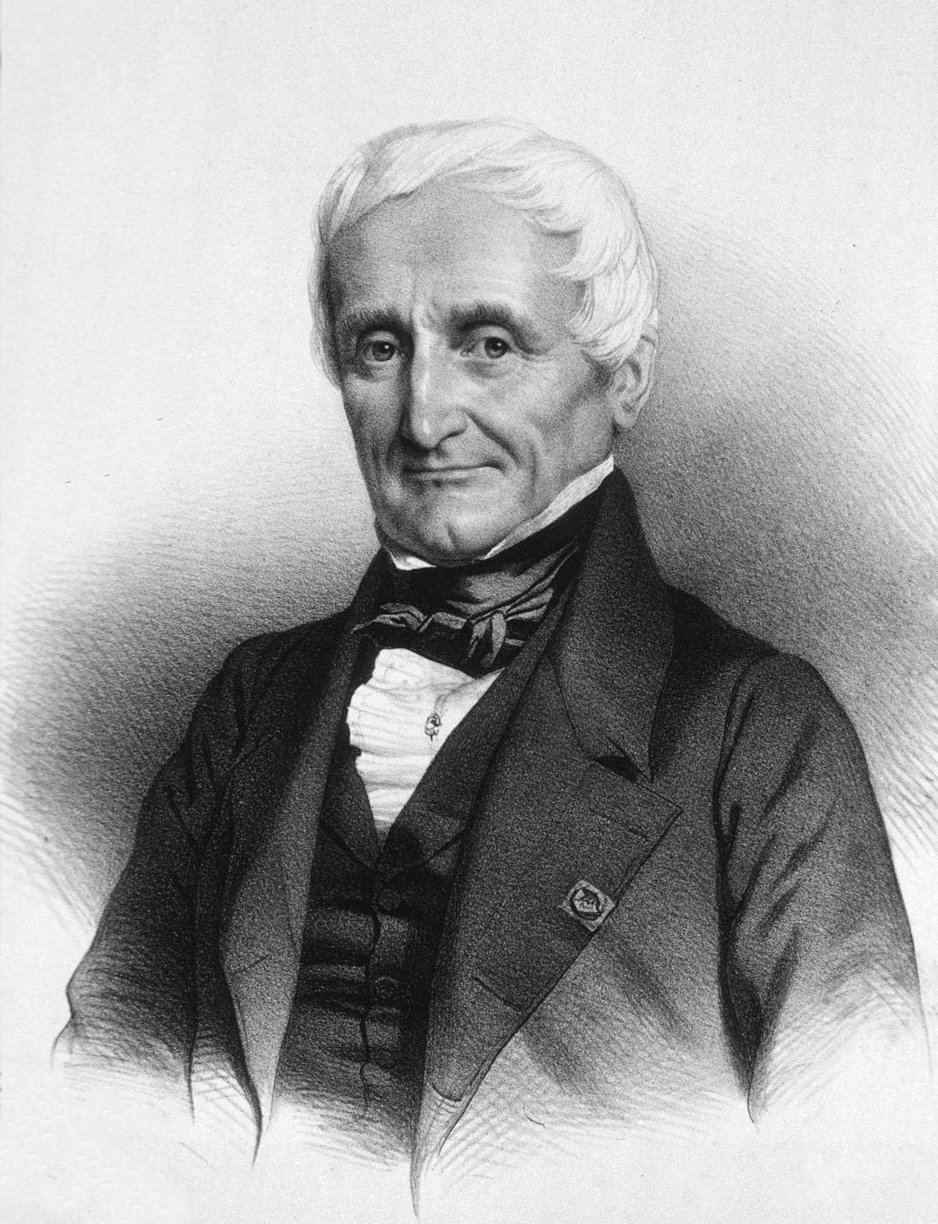
André Marie Constant Duméril

André Marie Constant Duméril (n. 1 ianuarie 1774 la Amiens - d. 14 august 1860 la Paris) a fost un zoolog francez.
În perioada 1801 - 1812, a fost profesor de anatomie la Muzeul Național de istorie naturală al Franței (Muséum national d'histoire naturelle), apoi a devenit profesor de herpetologie și ihtiologie.
Fiul său, Auguste Duméril, de asemenea a fost zoolog.
În studiul asupra reptilelor, a colaborat cu Gabriel Bibron, alături de care a clasificat un număr mare de specii.

## Scrieri
- 1806: Zoologie analytique, lucrare care descrie întregul regn animal;
- 1834 – 1854: L’Erpétologie générale ou Histoire naturelle complète des reptiles, lucrare în nouă volume, care descrie 1.393 specii;
- 1860: Entomologie analytique, în două volume, care se ocupă de insecte.